# Shkodran Mustafi
Shkodran Mustafi, né le 17 avril 1992 à Bad Hersfeld, est un ancien footballeur international allemand qui évoluait au poste de défenseur central. 

## Biographie

### Formation
Né en Allemagne dans la région de la Hesse dans une famille albanaise originaire de Gostivar, Shkodran Mustafi commence sa carrière avec les équipes de jeunes du 1. FV Bebra puis du SV Rotenburg. Entre 2006 et 2009, il entre au centre de formation du club de Hambourg, puis part en Angleterre pour finir sa formation avec Everton.

### Carrière en club

#### Everton FC (2009-2012)
Il fait ses grands débuts en professionnel en décembre 2009 lors d'un match de Ligue Europa contre le BATE Borisov, en entrant à la place de Tony Hibbert.

#### Sampdoria (2012-2014)
Mustafi ne jouera pas d'autres matchs en équipe A pour les Toffees, et décide alors de rejoindre en janvier 2012 le club italien de la Sampdoria. Là-bas, il aura comme entraineur, le Serbe Siniša Mihajlović. En tant qu'Albanais, il avoue qu'être entraîné par un Serbe lui a fait peur. Et pourtant, c'est avec lui qu'il prendra confiance, et deviendra le joueur solide d'aujourd'hui. Sinisa m'a beaucoup appris, je ne serai pas le joueur que je suis sans lui, de tous les entraineurs que j'ai eus, il m'a toujours écouté et était proche de moi. La même année, il sera champion du monde avec l'Allemagne.

#### Valence CF (2014-2016)
Le 6 août 2014, il est transféré au Valence CF pour 8 millions d'euros.

#### Arsenal (2016-2021)
Le 26 août 2016, il rejoint son coéquipier en sélection nationale Mesut Özil au club londonien Arsenal. Le montant du  transfert de Mustafi s'élève à environ 41 millions d'euros.

#### Levante (2021-2023)
Libre après sa résiliation de contrat, il s'est engagé jusqu'en 2023, avec une année supplémentaire en option avec Levante.

### Carrière en sélection
Mustafi joue avec l'équipe d'Allemagne des moins de 17 ans, remportant le championnat d'Europe des moins de 17 ans en 2009.
Malgré son désir exprimé dans les médias de jouer un jour avec l'équipe d'Albanie, (confirmé le 22 janvier 2014 lorsque Gianni De Biasi annonce qu'il finira par le convoquer,), le sélectionneur allemand Joachim Löw le convoque le 28 janvier 2014 pour un match amical entre l'Allemagne et le Chili.
Mustafi est retenu par Joachim Löw pour jouer la Coupe du monde 2014 au Brésil avec l'Allemagne. Pressenti pour être seulement remplaçant, il profite de la blessure d'Hummels lors du match Allemagne -Portugal pour faire ses premiers pas avec la Mannschaft. Il finira par se blesser lui aussi en huitièmes de finale lors du match face à l'Algérie. Néanmoins l'Allemagne est sacrée championne du monde en battant l'Argentine le 13 juillet 2014 au Maracana de Rio sur le score de 1 but à 0. Il obtient donc son premier titre avec l'Allemagne.
Il inscrit son premier but en sélection allemande le 12 juin 2016 face à l'Ukraine lors de l'Euro 2016.

### Après carrière
Sans club depuis son départ de Levante en juillet 2023, il met un terme à sa carrière en juin 2024 puis il se reconverti en entraîneur puisqu'il sera à partir du 1er juillet co-entraîneur de l’équipe nationale allemande des moins de 17 ans, aux côtés de Marc Meister.

## Statistiques

### En club
| Saison                | Club                  | Championnat           | Championnat | Championnat | Coupe nationale | Coupe nationale | Coupe de la Ligue | Coupe de la Ligue | Supercoupe | Supercoupe | Compétition(s) continentale(s) | Compétition(s) continentale(s) | Compétition(s) continentale(s) | Total | Total |
| Saison                | Club                  | Division              | M.          | B.          | M.              | B.              | M.                | B.                | M.         | B.         | Comp.                          | M.                             | B.                             | M.    | B.    |
| 2009-2010             | Everton FC            | Premier League        | -           | -           | -               | -               | -                 | -                 | -          | -          | C3                             | 1                              | 0                              | 1     | 0     |
| 2010-2011             | Everton FC            | Premier League        | -           | -           | -               | -               | -                 | -                 | -          | -          | -                              | -                              | -                              | 0     | 0     |
| 2011-2012             | Everton FC            | Premier League        | -           | -           | -               | -               | -                 | -                 | -          | -          | -                              | -                              | -                              | 0     | 0     |
| Sous-total            | Sous-total            | Sous-total            | -           | -           | -               | -               | -                 | -                 | -          | -          | -                              | 1                              | 0                              | 1     | 0     |
| 2011-2012             | UC Sampdoria          | Serie A               | 1           | 0           | 0               | 0               | -                 | -                 | -          | -          | -                              | -                              | -                              | 1     | 0     |
| 2012-2013             | UC Sampdoria          | Serie A               | 17          | 0           | 0               | 0               | -                 | -                 | -          | -          | -                              | -                              | -                              | 17    | 0     |
| 2013-2014             | UC Sampdoria          | Serie A               | 33          | 1           | 2               | 0               | -                 | -                 | -          | -          | -                              | -                              | -                              | 35    | 1     |
| Sous-total            | Sous-total            | Sous-total            | 51          | 1           | 2               | 0               | -                 | -                 | -          | -          | -                              | -                              | -                              | 53    | 1     |
| 2014-2015             | Valence CF            | Liga                  | 33          | 4           | 3               | 0               | -                 | -                 | -          | -          | -                              | -                              | -                              | 36    | 4     |
| 2015-2016             | Valence CF            | Liga                  | 30          | 2           | 4               | 0               | -                 | -                 | -          | -          | C1+C3                          | 7+3                            | 0+0                            | 44    | 2     |
| 2016-2017             | Valence CF            | Liga                  | 1           | 0           | -               | -               | -                 | -                 | -          | -          | -                              | -                              | -                              | 1     | 0     |
| Sous-total            | Sous-total            | Sous-total            | 64          | 6           | 7               | 0               | -                 | -                 | -          | -          | -                              | 10                             | 0                              | 81    | 6     |
| 2016-2017             | Arsenal FC            | Premier League        | 26          | 2           | 4               | 0               | -                 | -                 | -          | -          | C1                             | 7                              | 0                              | 37    | 2     |
| 2017-2018             | Arsenal FC            | Premier League        | 27          | 3           | -               | -               | 3                 | 0                 | -          | -          | C3                             | 8                              | 0                              | 38    | 3     |
| 2018-2019             | Arsenal FC            | Premier League        | 31          | 2           | 1               | 0               | 2                 | 0                 | -          | -          | C3                             | 6                              | 1                              | 40    | 3     |
| 2019-2020             | Arsenal FC            | Premier League        | 15          | 0           | 3               | 0               | 2                 | 0                 | -          | -          | C3                             | 7                              | 1                              | 27    | 1     |
| 2020-2021             | Arsenal FC            | Premier League        | 3           | 0           | -               | -               | 1                 | 0                 | -          | -          | C3                             | 5                              | 0                              | 9     | 0     |
| Sous-total            | Sous-total            | Sous-total            | 102         | 7           | 8               | 0               | 7                 | 0                 | -          | -          | -                              | 33                             | 2                              | 150   | 9     |
| 2020-2021             | Schalke 04            | Bundesliga            | 13          | 1           | -               | -               | -                 | -                 | -          | -          | -                              | -                              | -                              | 13    | 1     |
| Sous-total            | Sous-total            | Sous-total            | 13          | 1           | 0               | 0               | 0                 | 0                 | 0          | 0          | -                              | 0                              | 0                              | 13    | 1     |
| 2021-2022             | Levante UD            | Liga                  | 11          | 1           | 1               | 0               | -                 | -                 | -          | -          | -                              | -                              | -                              | 12    | 1     |
| 2022-2023             | Levante UD            | Liga 2                | 3           | 1           | -               | -               | -                 | -                 | -          | -          | -                              | -                              | -                              | 3     | 1     |
| Sous-total            | Sous-total            | Sous-total            | 14          | 2           | 1               | 0               | 0                 | 0                 | 0          | 0          | -                              | 0                              | 0                              | 15    | 2     |
| Total sur la carrière | Total sur la carrière | Total sur la carrière | 244         | 17          | 18              | 0               | 7                 | 0                 | -          | -          | -                              | 44                             | 2                              | 313   | 19    |

## Palmarès

### En club
|  |  | Arsenal FC - Coupe d'Angleterre - Vainqueur : 2017 et 2020 - League Cup - Finaliste : 2018 - Ligue Europa - Finaliste : 2019 |

### En sélection
|  |  | Allemagne -17 ans - Euro -17 ans - Vainqueur : 2009 |  | Allemagne - Coupe du monde - Vainqueur : 2014 - Coupe des confédérations - Vainqueur : 2017 |